# Verband Dresdner Ballspiel-Vereine
Der Verband Dresdner Ballspiel-Vereine (VDBV) war ein lokaler Fußballverband in der sächsischen Stadt Dresden. Der VDBV wurde am 28. Januar 1901 durch die drei Vereine Dresdner FC von 1893, Dresdner SC 1898 und BC  Sportlust 1900 Dresden gegründet.
In der zweiten Hälfte der 1890er Jahre begann der Fußball in Dresden langsam aufzukommen, aber nach nur wenigen Jahren schlief die Bewegung wieder fast vollständig ein. Vor allem bei dem einst bedeutendsten Club der Stadt, dem Dresdner FC von 1893 (früher Neuer Dresdner FC von 1893) kam es auf Grund von internen Streitereien zum Zerfall. Mit viel Geld war ein moderner, eingezäunter Sportplatz mit Umkleideräumen und Bierausschank, wie ihn damals nur wenige Sportzentren aufweisen konnten, entstanden. Die Anlage wurde von den Vereinsmitgliedern aber kaum in Anspruch genommen, wie die folgende  Zeitungsmitteilung beweist: "Herr Carl Thomas, der Begründer und langjährige erste Vorsitzende des Dresdner Fußball-Clubs von 1893, ersucht uns um Aufnahme der folgenden Zeilen: "Trotz rastloser Arbeit und großer pekuniärer Opfer gelang es nicht, ein wirkliches Blühen unseres schönen Sports in Dresden zu erreichen. Gleichzeitig schließen sich die Pforten des von mir angelegten Dresdener Fußball-Sportplatzes."
Um 1900 existierten in Dresden nur wenige Clubs, weiterhin drei Schülervereinigungen und die Spielabteilungen an den höheren Schulen. Zwar bestand Interesse am Fußball, aber die ständigen Querelen innerhalb und zwischen den Clubs bremsten jede weitere Entwicklung. Weiterhin fehlten mehr Sportplätze und die Vereine unterließen jegliche Öffentlichkeitsarbeit
durch Mitteilungen in lokalen Zeitungen. Monatelang wurden nicht einmal Freundschaftsspiele ausgetragen. Die Zeiten, in denen der einstige English FC Dresden Spiele gegen den BTuFC Viktoria 89 und sein Nachfolger, der Neue Dresdner FC von 1893, gegen andere Berliner Vereine sowie Clubs aus Leipzig, Chemnitz und Mittweida austrugen, gehörte schon lange der Vergangenheit an. 
Für Jahre hatte der (Neue) Dresdner FC von 1893 als einziger Fußballclub in Dresden existiert. Mit der Gründung des Dresdner SC im Jahre 1898 war eine lokale Konkurrenz entstanden, dadurch war auch das Verhältnis der beiden Vereine erheblich gestört. Erst mit der Gründung des Verbandes Dresdner Ballspiel-Vereine und auf Vermittlung des BC Sportlust kam es zu einer Versöhnung. Im Gegensatz zu den meisten anderen Städten und Regionen war in Dresden das Verhältnis zwischen Fußballern und Turnern neutral, sodass die Turnerschaft ihren Vereinen erlaubte, Spiele gegen die lokalen Fußballvereine auszutragen.
Die drei Gründungsvereine spielten die erste Dresdner Meisterschaft von März bis September 1901 aus, die der BC Sportlust gewann. Ab der Saison 1901/02 bildeten die Dresdner Vereine den zweiten Gau (Dresden – später Ostsachsen) im Verband Mitteldeutscher Ballspiel-Vereine (VMBV), der VDBV blieb aber bestehen. Auch in der Saison 1902/03 wurden nur Punktspiele im VMBV ausgetragen, während in der Saison 1903/04 kaum Berichte aus Dresden in den zeitgenössischen Sportzeitungen erschienen.
In der Saison 1904/05 nahmen drei Dresdner Vereine an der Punktrunde im Gau II des Verbandes Mitteldeutscher Ballspiel-Vereine teil, gleichzeitig wurden aber auch Meisterschaftsspiele in zwei Spielklassen im VDBV organisiert. Durch die Gründungen neuer Vereine nahmen in der letzten Saison des VDBV acht Vereine am Spielbetrieb teil.  Nach Saisonende erfolgte im Frühjahr oder Sommer 1905 der Anschluss an den VMBV und die Auflösung des Verbandes Dresdner Ballspiel-Vereine. 

## Meisterschaften des Verbandes Dresdner Ballspiel-Vereine
- Saison 1900:
  - Meister: BC Sportlust 1900 Dresden

- Saison 1901/02:
  - Meister: vermutlich keine Meisterschaft ausgetragen

- Saison 1902/03:
  - Meister: vermutlich keine Meisterschaft ausgetragen

- Saison 1903/04:
  - Meister: unbekannt ob eine Meisterschaft ausgetragen wurde

- Saison 1904/05:
  - Meister A-Klasse: Dresdner SC 1898
  - Meister B-Klasse: BC Sportlust 1900 Dresden II